# Медаль «За укрепление боевого содружества» (ФПС)
Меда́ль «За укрепле́ние боево́го содру́жества» — ведомственная медаль ФПС России, учреждённая приказом ФПС РФ № 309 от 5 июля 1995 года. В связи упразднением ФПС России 11 марта 2003 года и вхождением пограничных войск в состав ФСБ РФ, награждение данной медалью прекращено.

## Правила награждения
Согласно Положению медалью «За укрепление боевого содружества» награждались военнослужащие (кроме проходящих военную службу по призыву) и лица гражданского персонала ФПС России, органов и войск ФПС России, а в отдельных случаях другие граждане Российской Федерации и иностранные граждане:
- за заслуги в укреплении боевого содружества и военного сотрудничества с другими государствами;
- за личный вклад в укрепление охраны государственной границы;
- за оказание помощи пограничным войскам в решении служебных и боевых задач по охране и защите государственной границы.

Повторное награждение медалью не производилось.

## Правила ношения
Медаль носится на левой стороне груди и располагается перед медалью ФПС России «За отличие в военной службе».

## Описание медали
Медаль имеет форму круга диаметром 32 мм с выпуклым бортиком с обеих сторон. На лицевой стороне медали в центре — рельефное изображение щита на фоне перекрещенных мечей; в центре щита — рельефная надпись в пять строк: «ЗА УКРЕПЛЕНИЕ БОЕВОГО СОДРУЖЕСТВА»; в нижней части — рельефное изображение дубовых ветвей. Рисунок полностью повторяет рисунок медали «За укрепление боевого содружества» Министерства обороны России. На оборотной стороне медали в центре — рельефное одноцветное изображение эмблемы Вооружённых Сил России на лаврово-дубовом венке, перевитым снизу лентой; по кругу рельефная надпись: «ФЕДЕРАЛЬНАЯ ПОГРАНИЧНАЯ СЛУЖБА РОССИЙСКОЙ ФЕДЕРАЦИИ».
Медаль при помощи ушка и кольца соединяется с пятиугольной колодкой, обтянутой шёлковой муаровой лентой шириной 24 мм. Вдоль краев ленты голубые полосы шириной 5 мм; посередине — равновеликие зелёные полосы, разделённые между собой красной полосой шириной 5 мм.